# 小行星2615
小行星2615（2615 Saito）是一颗围绕太阳公转的小行星。1951年9月4日，卡爾·威廉·萊茵姆特在海德堡发现了此天体。
該小行星以日本天體物理學家齊藤圭司命名。
这颗小行星的绝对星等为343.2724653967063等。